# Marie Henriette af Østrig
Marie Henriette af Østrig VA (nederlandsk: Maria Hendrika) (23. august 1836 – 19. september 1902) var en østrigsk ærkehertuginde, der var Belgiernes dronning fra 1865 til 1902 som ægtefælle til Kong Leopold 2.

## Ungarsk prinsesse
Ærkehertuginde Marie Henriette blev født den 23. august 1836 i Pest i Ungarn. Hun tilhørte en ungarsk gren af Huset Habsburg-Lothringen. Hendes far (ærkehertug Josef) var regent af Ungarn i 1795–1847 (palatin fra 1796). Hendes ældre halvbror var Ungarns regent og palatin i 1847–1848.
Marie Henriette var sønnedatter af den tysk-romerske kejser Leopold 2. (1747–1792). Kejser Leopold 2. var titulær hertug af Brabrant i 1790–1792.
Marie Henriette var også oldebarn af kong Karl 3. af Spanien (1716–1788).

## Belgiernes dronning
I 1853 giftede ærkehertuginde Marie Henriette sig med den daværende belgiske kronprins Leopold, der var hertug af Brabrant. Leopold 2. af Belgien blev konge i 1865.

## Børn
Dronning Marie Henriette og kong Leopold 2. fik følgende børn:
- Louise Marie Amélie, (18. februar 1858–1. marts 1924). Blev gift med den slovakisk-ungarske prins Philip af Sachsen-Coburg og Gotha (1844–1921).
- Léopold Ferdinand Elie Victor Albert Marie, (12. juni 1859–22. januar 1869). Blev greve af Hainaut og hertug af Brabant.
- Stéphanie Clotilde Louise Herminie Marie Charlotte, (21. maj 1864–23. august 1945). Blev først gift med kronprins Rudolf af Østrig (1858–1889) og senere med den ungarske greve (fyrste fra 1917) Elemér Edmund Graf Lónyay de Nagy-Lónya et Vásáros-Namény (1863–1946).
- Clementine, (30. juli 1872–8. marts 1955). Blev gift med Napoléon Victor Bonaparte (1862–1926). Han var overhoved for Huset Bonaparte fra 1879 til 1926. Hans tilhængere kaldte ham for Napoléon 5.